# Improphantes nitidus
Improphantes nitidus är en spindelart som först beskrevs av Tord Tamerlan Teodor Thorell 1875.  Improphantes nitidus ingår i släktet Improphantes och familjen täckvävarspindlar. Inga underarter finns listade i Catalogue of Life.